# Philodendron sparreorum
Philodendron sparreorum är en kallaväxtart som beskrevs av Thomas Bernard Croat. Philodendron sparreorum ingår i släktet Philodendron och familjen kallaväxter. Inga underarter finns listade.